# Schaduwborduren

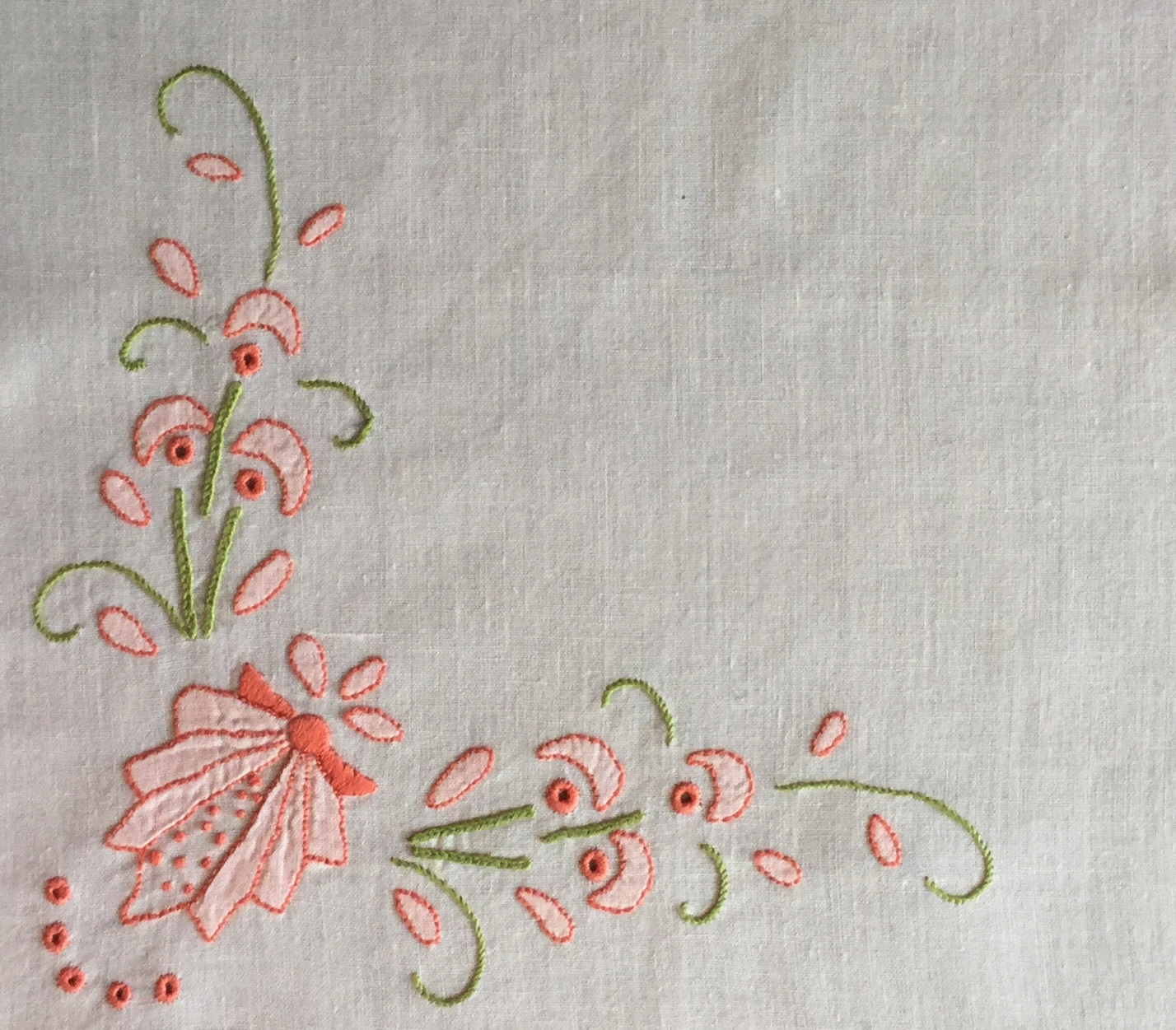
Schaduwborduurwerk in kleur voorzijde

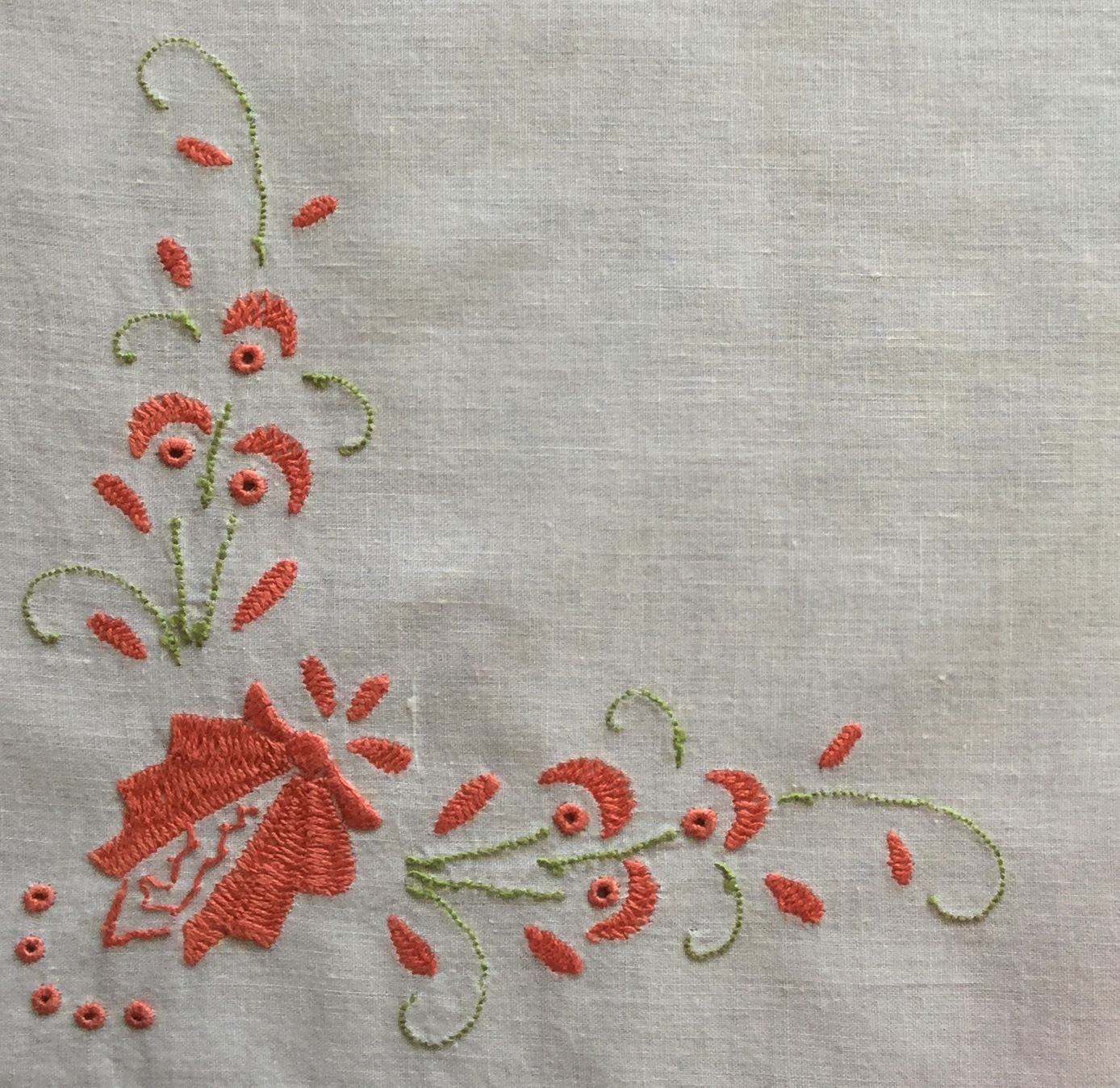
Schaduwborduurwerk in kleur achterzijde

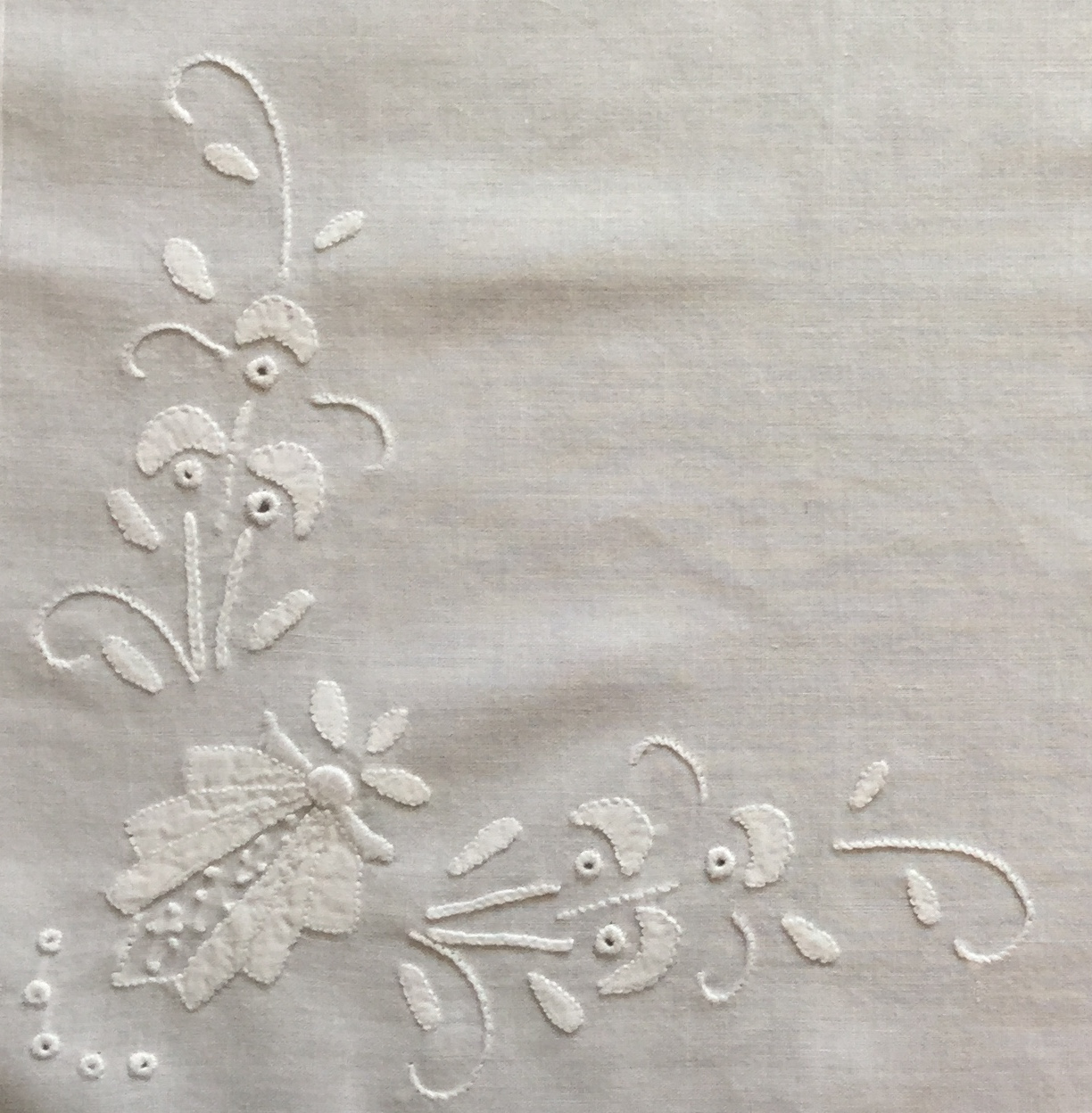
Schaduwborduurwerk wit op wit voorzijde

Schaduwborduren is een borduurtechniek waarbij op de achterkant van de stof geborduurd wordt met gekleurde of witte draad.

## Oorsprong
In de 16e en 17e eeuw was het de gewoonte kleding overvloedig te versieren met kostelijk kantwerk. Vanaf de 18e eeuw slaagde de Europese linnenindustrie er in een zeer fijne witte stof te fabriceren die de naam batist kreeg. Toen ontstond het schaduwborduren als een van de alternatieven voor het dure kant.

## Techniek
Bij schaduwborduren gebruikt men een transparante stof zoals organdie, batist, mousseline of licht geweven katoen. Op de goede kant van de stof wordt met een hard potlood een patroon en motiefjes getekend. Daarna borduurt men op de achterzijde met gekleurd of wit garen in flanelsteek zodat de vlakken van het patroon opgevuld worden en de omlijning ervan in stiksteken aan de voorzijde tevoorschijn komt. Doordat het werk uitgevoerd wordt op transparant textiel schijnt het borduurwerk als een schaduw door aan de goede kant van het werk. Achteraf werkt men aan de voorzijde verder af met siersteken zoals de steelsteek, het Frans knoopje, de kettingsteek, de stiksteek enzovoort.